# 100.
◄ | 1. stoljeće pr. Kr. | 1. stoljeće | 2. stoljeće | ►
◄ | 70-ih | 80-ih | 90-ih | 100-ih | 110-ih | 120-ih | 130-ih | ►
◄◄ | ◄ | 97. | 98. | 99. | 100. | 101. | 102. | 103. | ► | ►►
Astronomija • Književnost • Kršćanstvo

## Događaji
- Gradi se Piramida Sunca u Teotihuacánu.

## Smrti
- oko 100. Silius Italicus rimski političar i pjesnik (* oko 25.)
- oko 100. Gaj Musonije Ruf rimski filozof (* oko 30.)

## Vanjske poveznice
|  | Zajednički poslužitelj ima još gradiva o temi 100. |